# Gumbaynggirr (peuple)
Cet article concerne le peuple gumbaynggirr. Pour la langue gumbaynggirr, voir Gumbaynggirr (langue).
Les Guymbaynggirr sont un peuple aborigène d'Australie implanté autour des villes côtières de Nambucca Heads et de Coffs Harbour, en Nouvelle-Galles du Sud. Leur langue traditionnelle est le gumbaynggirr, de la famille des langues pama-nyungan.
En 2016, 90 personnes déclarent parler le guymbaynggirr à la maison.